# Rakovica (Karlovac)
Pour les articles homonymes, voir Rakovica.
Rakovica est un village et une municipalité située dans le comitat de Karlovac, en Croatie. Au recensement de 2001, la municipalité comptait 2 623 habitants, dont 91,00 % de Croates et le village seul comptait 356 habitants.

## Localités
La municipalité de Rakovica compte 26 localités :
| - Basara - Brajdić Selo - Brezovac - Broćanac - Čatrnja - Ćuić Brdo - Drage - Drežnik Grad - Gornja Močila - Grabovac - Irinovac - Jamarje - Jelov Klanac | - Koranski Lug - Kordunski Ljeskovac - Korita - Lipovac - Lipovača - Mašvina - Nova Kršlja - Oštarski Stanovi - Rakovica - Rakovičko Selište - Sadilovac - Selište Drežničko - Stara Kršlja |